# ألين ماليكسي
ألين ماليكسي مواليد 18 سبتمبر 1987 في ماكاتي، هو لاعب كرة سلة فلبيني. بدأ مسيرته الاحترافية في سنة 2011. يلعب مع ستار هوتشوتز في الرابطة الفلبينية لكرة السلة. يحمل الرقم 22. يبلغ طوله 6 قدم 4 بوصة (1.9 م).

## المسيرة الاحترافية
لعب مع باراكو بول إنرجي في سنة 2011، ثم لعب مع بارانجي جينبرا سان ميغيل من سنة 2011 إلى 2013، ثم لعب مع باراكو بول إنرجي في سنة 2013، ثم لعب مع ستار هوتشوتز في سنة 2013.